# Limnophora cylindrica
Limnophora cylindrica este o specie de muște din genul Limnophora, familia Muscidae, descrisă de Stein în anul 1915. Conform Catalogue of Life specia Limnophora cylindrica nu are subspecii cunoscute.